# Goneplacidae
Goneplacidae is een familie van krabben, behorende tot de superfamilie Goneplacoidea.

## Systematiek
In deze familie worden volgende onderfamilies en genera onderscheiden: 

### Onderfamilies
- Goneplacinae MacLeay, 1838
- Microgoneplacinae Števčić, 2011
- Neommatocarcininae Števčić, 2011
- Paragoneplacinae Števčić, 2011

### Geslachten
- Bathyplax A. Milne-Edwards, 1880
- Carcinoplax H. Milne Edwards, 1852
- Entricoplax Castro, 2007
- Exopheticus Castro, 2007
- Goneplacoides Castro, 2007
- Goneplax Leach, 1814
- Guinoplax Castro & Ng, 2010
- Hadroplax Castro, 2007
- Menoplax Castro, 2007
- Microgoneplax Castro, 2007
- Neogoneplax Castro, 2007
- Notonyx A. Milne-Edwards, 1873
- Ommatocarcinus White, 1852
- Psopheticus Wood-Mason, 1892
- Pycnoplax Castro, 2007
- Singhaplax Serène & Soh, 1976
- Thyraplax Castro, 2007

### Uitgestorven
- Amydrocarcinus  †  Schweitzer, Feldmann, Gonzáles-Barba & Vega, 2002
- Icriocarcinus  †  Bishop, 1988
- Kowaicarcinus  †  Feldmann, Schweitzer, Maxwell & Kelley, 2008
- Magyarcarcinus  †  Schweitzer & Karasawa, 2004